# Mathis Dossou-Yovo
Pour les articles homonymes, voir Dossou.
Mathis Dossou-Yovo, né le 6 novembre 2000 à Châteauroux, est un joueur français de basket-ball évoluant au poste de pivot.

## Biographie
Passé par le pôle Espoir de la région Centre à Orléans et Champion de France U15 avec Fleury-les-Aubrais, Champion de France des ligues avec la ligue du centre et Champion de France UNSS, il évolue ensuite trois saisons avec l'INSEP ou il signe pour sa dernière saison 8 points par matchs et 7,3 rebonds. Il y gagnera également l'Euroleague Junior à Istanbul en 2017, et sera élu dans le cinq majeur de l'Euroleague junior à Kaunas (Žalgirio Arena) en 2018. Il participa au championnat d'Europe U16 à Radom en 2016 (5ème place), au championnat d'Europe U18 avec une année d'avance à Bratislava en 2017 (6e place) et sera médaillé de bronze au championnat d'Europe avec l'équipe de France U18 à Riga en 2018 (dont il était capitaine) ou il finit meilleur marqueur (16,4 points par match) et rebondeur (8,1) de cette équipe pour un total de 18,6 d'évaluation. Il est recruté par l'Élan Chalon. Le 5 janvier 2020 le club chalonnais le prête à Évreux (Pro B). L'année suivante, il est de nouveau prêté en Pro B à l'ADA Blois.
Fin juin 2022, il signe avec le club de Saint-Quentin Basket-Ball (Pro B) pour la saison 2022-2023 . Engagé par le club allemand d'Oldenburg pour la saison 2024-2025 (9 points à 59 % de réussite aux tirs et 5,4 rebonds), il est libéré en janvier 2025 puis s'engage en février 2025 avec le Paris Basketball,.
Champion de France, il est un joueur de complément avec Paris, ce qui le pousse à signer à l'été 2025 avec Nanterre 92, entraîné par Julien Mahé, son ancien coach à Saint-Quentin.

### Vie privée
Il se marie civilement avec la basketteuse Iliana Rupert, le 8 juillet 2025, après un mariage religieux le 29 décembre 2023.

## Palmarès
- Vainqueur de l'Adidas Next Generation Tournament (en) à Istanbul en 2017 avec le Centre fédéral

 Saint-Quentin Basket-Ball :
- Élu MVP de Pro B en 2023
- Champion de Pro B saison  2022-2023 avec Saint-Quentin Basket-Ball

 Paris Basketball :
- Champion de France en 2025
- Vainqueur de la Coupe de France 2025

### En sélection nationale
- Médaille de bronze au Championnat d'Europe U18 en 2018
- Médaille de bronze à la Coupe du monde U19 en 2019